# Поль Бокюз
Поль Бокюз (фр. Paul Bocuse; 1926-2018) — французький шеф-кухар і ресторатор, один з найвідоміших кухарів XX століття.

## Біографія
Бокюз народився 11 лютого 1926 року в селі Коллонж-о-Мон-д'Ор поблизу Ліона в сім'ї кулінарів. Його предки були кухарями починаючи з XVII століття. Однак у 1921 році Жозеф, його дід, продав сімейний ресторан разом з правом використання фамільного бренду.
Навчатися кулінарної майстерності Поль Бокюз почав ще з дитинства, працюючи помічником в одному з ресторанів Ліона. З початком Другої світової війни він вирушив добровольцем на фронт. Під час битви в Ельзасі Бокюз отримав поранення, після чого йому було зроблено переливання крові в американському польовому госпіталі. Після закінчення війни він продовжив вчитися — його вчителем стала Ежені Бразил, перша в світі жінка-шеф, що стала володаркою трьох зірок Michelin ще в 1933 році. У 50-х він перейшов під керівництво знаменитого Фернана Пуана. У 1961 році Бокюз зміг продовжити сімейну справу, повернувшись на роботу в ресторан батька. У тому ж році його ресторан отримав першу зірку Мішлен, а сам Бокюз був відзначений званням «Найкращий кухар Франції». Рік по тому ресторан отримав другу зірку Мішлен, а в 1965 став володарем трьох зірок. У 1966 році він зміг викупити назад фамільний бренд, і над дахом його закладу з'явилася фірмова вивіска «Бокюз».
У 1975 році Поль Бокюз був нагороджений орденом Почесного легіону. З цієї нагоди в Єлисейському палаці відбувсялося урочисте президентське прийняття, на якому був поданий приготований Бокюзом суп з трюфелів. Страва отримала назву VGE — на честь президента Франції Валері Жискара д'Естена. Відтоді суп з трюфелів став однією з головних страв в особистому ресторані маестро.
У 1970-ті роки Бокюз разом з однодумцями виступив одним з основоположників «нової кухні» (фр. Nouvelle cuisine). Прихильники «нової кухні» відмовилися від традиційних французьких жирних вершкових соусів на користь легших страв зі свіжих сезонних продуктів, з витонченим сервуванням. У 1987 році він заснував міжнародний кулінарний конкурс «Золотий Бокюз» (фр. Bocuse d'Or), який вважається найпрестижнішим міжнародним конкурсом високої кухні. У 1989 році дуже шановний французький ресторанний гід «Го-Мійо» присудив Бокюз звання шеф-кухаря століття. Таке ж звання йому присвоїв Кулінарний інститут Америки у 2011 році.
Бокюз помер від хвороби Паркінсона 20 січня 2018 року в Коллонж-о-Мон-д'Ор в кімнаті над його рестораном «L'Auberge du Pont de Collonges», в якій він народився у 1926 році.